# Zygoballus gracilipes
Zygoballus gracilipes là một loài nhện trong họ Salticidae.
Loài này thuộc chi Zygoballus. Zygoballus gracilipes được Crane miêu tả năm 1945.